# Эгоспотамы
Эгоспотамы (др.-греч. Αἰγὸς Ποταμοί) или Эгоспотамос — древнегреческое название маленькой реки на Геллеспонте, к северо-востоку от Сеста. Точное расположение реки не установлено, и современная идентификация её проблематична.
Возле реки произошло несколько событий, упоминаемых в античных источниках. В 479 году до н. э., после взятия афинянами персидского города Сеста, афиняне догнали бежавших персов за рекой Эгоспотамы и в стычке перебили, а остальных взяли в плен, в том числе и их вождя Артаикта. А в 405 году до н. э. возле устья реки произошло решающее сражение Пелопоннесской войны, в котором спартанский наварх Лисандр одержал победу над афинским флотом.
Несмотря на своё историческое значение, сражение при Эгоспотамах не было предметом тщательного топографического исследования. Согласно античным источникам, Эгоспотамы были пляжем без гавани или города, находившимся напротив Лампсака. Предположительно, там была небольшая деревня, а город появился только в IV веке.
Согласно Страбону, небольшой город у Эгоспотам существовал, но позднее исчез. Он, вероятно, находился в районе современной турецкой деревни Сютлюдже, в 10 км к юго-западу от города Гелиболу. Сютлюдже находится между двумя долинами, по которым три речки текут к морю. На юго-западе это поток Каракова-Дере, на северо-востоке — Козлу-Дере и Буйюк-Дере, воды которых соединяются в 500 метрах от моря и текут в Геллеспонт. Каракова-Дере традиционно отождествляется с Эгоспотамами. В Сютлюдже пока не было найдено античных предметов, поскольку археологические раскопки не проводились; несмотря на то, что там есть кладбище, никаких следов города не обнаружено.
Дж. Ф. Боммелаэр указывает, что античные авторы пишут «Эгоспотамы», а не «Эгоспотамос» (в единственном числе), что позволяет предположить, что под этим понималось что-то большее, чем одна река. Он помещает место битвы в устье реки Буйюк-Дере. В этом месте находятся два водных потока, пляж для триер, и оно прямо противоположно Лампсаку. Кроме того, в Козлу-Дере и Буйюк-Дере были найдены античные предметы. Однако течение этих потоков могло измениться со временем, также как и пляж в устье Буйюк-Дере.
Ксенофонт, вероятно, ошибается, когда говорит, что «Геллеспонт имеет в этом месте около пятнадцати стадий ширины» (около 2,7 км), потому как расстояние было больше и до устья Буйюк-Дере (4,5 км), и до Сютлюдже (3,8 км), и до Каракова-Дере (3,3 км). Топографические особенности сыграли важную роль в победе Спарты, так как в античных источниках говорится о быстроте, с которой Лисандр выступил на триерах и застал афинян врасплох.